# Malpartida de Plasencia
Malpartida de Plasencia és un municipi de la província de Càceres, a la comunitat autònoma d'Extremadura (Espanya).

## Demografia
Evolució demogràfica

Aquesta taula mostra l'evolució de la població de Malpartida de Plasencia en el període comprès entre 1900 i 2015:
| 1900  | 1910  | 1920  | 1930  | 1940  | 1950  | 1960  | 1970  | 1981  | 1991  | 2000  | 2010  | 2015  |
| ----- | ----- | ----- | ----- | ----- | ----- | ----- | ----- | ----- | ----- | ----- | ----- | ----- |
| 3.583 | 4.091 | 4.309 | 5.396 | 6.119 | 7.430 | 8.114 | 6.058 | 5.053 | 4.234 | 4.119 | 4.696 | 4.714 |